# Jatijajar (Tapos)
Jatijajar is een bestuurslaag in het regentschap Depok van de provincie West-Java, Indonesië. Jatijajar telt 35.408 inwoners (volkstelling 2010).